# كريس شامبلس
كريس شامبلس (بالإنجليزية: Chris Chambliss)‏ هو لاعب كرة قاعدة أمريكي، ولد في 26 ديسمبر 1948 في دايتون في الولايات المتحدة.

## وصلات خارجية
- كريس شامبلس على موقع دوري كرة القاعدة الرئيسي (الإنجليزية)
- كريس شامبلس على موقعبيزبول رفرنس.كوم (الدوري الرئيسي) (الإنجليزية)
- كريس شامبلس على موقعبيزبول رفرنس.كوم (الدوري الثانوي) (الإنجليزية)
- كريس شامبلس على موقع جمعية أبحاث البيسبول الأمريكية (الإنجليزية)
- كريس شامبلس على موقع إي إس بي إن.كوم (أم.أل.بي) (الإنجليزية)
- كريس شامبلس على موقع مشجعي الرسوم البيانية (الإنجليزية)